# Тань (фамилия)

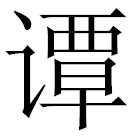

Тань (Tan) — две китайские фамилии: 谭 и 谈.
Тань (谭) — княжество в эпоху Чжоу на территории пров. Шаньдун.

## Известные Тань 谭
- Тань Синьпэй (кит. 譚鑫培; 1847—1917) — актёр Пекинской оперы.
- Тань Сюэ (кит. 譚雪; род. 1984) — китайская спортсменка (фехтование на саблях), призёр олимпийских игр.
- Тань Цилун (кит. 谭启龙; 1913—2003) — секретарь КПК и губернатор провинции Цинхай с 1977 по 1979 год.
- Тань Чжэньлинь (кит. 谭震林; 1902—1983) — видный китайский коммунист, политработник в Народно-освободительной Армии во время Гражданской войны, член ЦК КПК после революции.
- Тань Аошуан (кит. 譚傲霜; 1931—2017) — советский и российский синолог.
- Тань Дунь (кит. 谭盾; род. 1957) — китайский и американский композитор.
- Тань Лун (кит. 谭龙; род. 1988) — китайский футболист.

## Известные Тань 谈
- Тань Цзячжэнь (谈家桢) — учёный-генетик, основоположник современной китайской генетики.

## Тань 檀
- Тань — правитель (шаньюй) хунну.